# Hauptgürtelkometen
Hauptgürtelkometen sind eine Gruppe von Kleinkörpern im Sonnensystem, die sich weder eindeutig den Kometen noch den Asteroiden zuordnen lassen. Sie befinden sich hauptsächlich im Hauptgürtel, zeigen eine kometenähnliche Aktivität und lassen sich dynamisch nicht von den Asteroiden unterscheiden. Der aktive Asteroid (7968) Elst-Pizarro ist das derzeit am besten untersuchte Objekt dieser Gruppe.

## Entdeckung
Im August 1996 berichtete der belgische Astronom Eric Walter Elst über die Entdeckung eines Kometen auf Bildern, die sein chilenischer Kollege Guido Pizarro aufgenommen hat. Mittels weiterer Aufnahmen gelang es dann Brian Marsden aus den USA, die Bahn des Kometen um die Sonne zu berechnen und einem schon bekannten Objekt zuzuordnen. Sie stimmte mit dem Orbit des Asteroiden 1979 OW7, der bereits im Jahr 1979 entdeckt worden war, überein. Er umkreist die Sonne innerhalb der Umlaufbahnen von Mars und Jupiter im Asteroidengürtel. Der Asteroid wurde daraufhin als Komet 133P-Elst-Pizarro eingestuft.

## Entstehung
Die Frage ist heute nicht abschließend geklärt, ob die Hauptgürtelkometen dort entstanden sind, wo sie sich heute befinden oder aus einem anderen Bereich im Sonnensystem an ihre heutige Ort transportiert worden.
Computersimulationen zeigen, dass Objekte aus dem Kuipergürtel außerhalb der Neptunbahn auf stabile Bahnen im Hauptgürtel transportiert werden können. Ursprünglich befanden sich kometenhafte Objekte außerhalb der heutigen Planetenbahnen. Nach der Entstehung des Sonnensystems veränderten die großen Planeten ihre Bahnen und dadurch wurde ein Ring mit kometenhaften Objekten instabil. Manche solche Kometen, die anfänglich die Jupiterbahn kreuzten, konnten durch eine Kombination von dynamischen Prozessen stabile Bahnen im Hauptgürtel erreichen.

## Aktivitätsmechanismen
Bislang ist kein universeller Mechanismus bekannt, der für alle kometenhafte Asteroiden verantwortlich sein könnte. Die Forscher diskutieren eine Reihe verschiedener Prozesse, die für einige Objekte in Frage kommen könnten:
- Die Aktivität einiger Himmelsobjekte könnte wie bei den Kometen durch sublimierendes Wasser angetrieben werden.
- Die Objekte könnten durch ihre Rotation instabil werden, so dass die Bruchstücke von ihrer Oberfläche weggeschleudert würden.
- Ein weiterer Aktivitätsmechanismus ist, dass kleine Himmelskörper auf seiner Oberfläche einschlagen und einen Einschlagkrater hinterlassen. Aus ihm würden dann größere Mengen an Staub und Trümmern freigesetzt.
- Manche Objekte nähern sich der Sonne so dicht an, dass ihre Oberfläche sehr heiß wird. Bei solchen hohen Temperaturen können Brüche im Gestein entstehen, aus denen Staub in der Weltraum freigesetzt wird. Gibt es dort auch wasserhaltige Minerale, so können diese bei der hohen Temperatur Wasser freisetzen.
- Prozesse, die direkt an Staubteilchen auf den Oberflächen stattfinden. Die Sonnenstrahlung führt dazu, dass die Staubteilchen von den Oberfläche angehoben werden. Die Teilchen können durch den fotoelektrischen Effekt und durch das Plasma des Sonnenwinds elektrisch aufgeladen und durch elektrostatische Abstoßung wegtransportiert werden.

## Objekte
| Name          | Entdeckung | Kerndurchmesser (km) |  |
| ------------- | ---------- | -------------------- |  |
| Elst-Pizarro  | 1979       | 1,6×2,3              |  |
| 238P Read     | 2005       | 0,6                  |  |
| 118401 Linear | 2005       | 1,5×2,6              |  |
| PR1 Garrad    | 2008       | 0,4                  |  |
| 2015 VA108    | 2015       | unbekannt            |  |